# Runkoșiv, Camenița
Runkoșiv (în ucraineană Рункошів) este un sat în comuna Hrușka din raionul Camenița, regiunea Hmelnîțkîi, Ucraina.

## Demografie
Componența lingvistică a localității Runkoșiv
     Ucraineană (99,51%)
     Alte limbi (0,49%)
Conform recensământului din 2001, majoritatea populației localității Runkoșiv era vorbitoare de ucraineană (99,51%), existând în minoritate și vorbitori de alte limbi.